# أبو نصر الفراهي

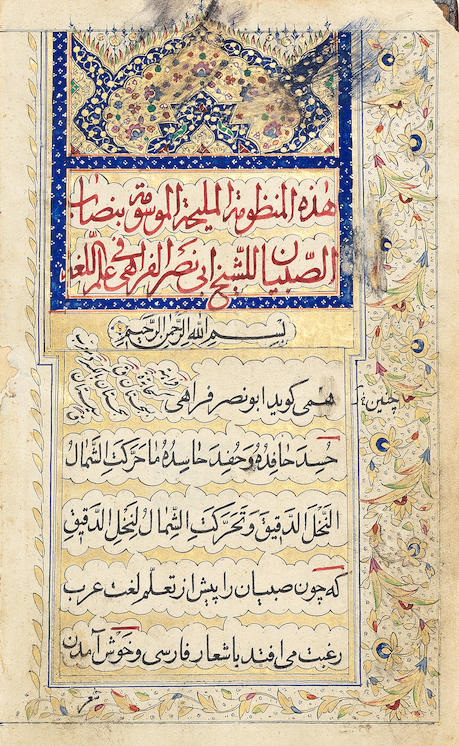
نسخة من كتاب نصاب الصبيان لأبي نصر الفراهي. نسخة مصنوعة في إيران القاجارية خلال منتصف القرن التاسع عشر

أبو نصر الفراهي (بالفارسية: ابونصر فراهی؛ تُوفي عام 1242 م) كان شاعرًا ومعجميًا فارسيًا من فراه، في سيستان، الموجودة الآن في أفغانستان. لا يُعرف الكثير عن حياته؛ ومن المعروف أنه عاش في عهد سلالة النصريين [الإنجليزية] والفترة المبكرة من إمبراطورية المغول.
تُنسب إليه ثلاثة أعمال، منها كتاب "نصاب الصبيان"، وهو أول عمل معجمي عن اللغة العربية يُكتب بالأبيات الفارسية.